# Hage Geingob
}}
Hage Gottfried Geingob (Otjiwarongo, 1941. augusztus 3. – Windhoek, 2024. február 4.) namíbiai politikus, miniszterelnök (1990–2002, 2012–2015), kereskedelmi és ipari miniszter (2008–2012), Namíbia harmadik elnöke (2015. március 21-től haláláig). 
2017-től pártja, a SWAPO elnöke volt. 2014 novemberében Geingobot elsöprő fölénnyel Namíbia elnökévé választották. 2018 augusztusában Geingob egyéves megbízatást kezdett a Dél-afrikai Fejlesztési Közösség elnökeként.

## Korai évek
Kezdetben tanulmányait a bantu oktatási rendszer keretében, Otaviban végezte. 1958-ban csatlakozott az Augustineumhoz, aminek Namíbia nagyobb karriert befutó politikusai is tagjai voltak. 1960-ban kizárták az Augustineumból, mert részt vett az oktatás rossz minősége ellen tiltakozó felvonuláson, azonban 1961-ben visszavették és így be tudta fejezni a tanárképző tanfolyamot. Ezt követően a közép-namíbiai Tsumeb Általános Iskolában kapott tanári állást, de hamarosan rájött, hogy tudásszomját valószínűleg nem csillapíthatja Namíbiában. Azt is ellenezte, hogy ő tanárként ilyen módon "eszköze legyen" a bantu oktatási rendszer fenntartásának, ezért a tanév végén otthagyta állását.
Ő és három kollégája gyalogosan majd autóstoppal Botswanába menekült a rendszer elől, onnan pedig a tanzániai Dar es Salaamba kellett volna mennie az Afrikai Nemzeti Kongresszus (ANC) által bérelt géppel, de a gépet a Dél-Afrikai Rendőrség felrobbantotta. A gépen elhelyezett bomba azonban idő előtt robbant, még mielőtt a gép fel tudott volna szállni, és bárki rajta lett volna, ennek eredményeként Geingob Botswanában maradt, ahol a Délnyugat-Afrikai Népi Szervezet (SWAPO) helyettes képviselőjeként szolgált (1963–1964).

## Egyetemi évei
1964-ben Geingob az Egyesült Államokba távozott, hogy a philadelphiai Temple Egyetemen tanuljon, ahova ösztöndíjjal vették fel. 1970-ben BA fokozatot szerzett a New York-i Fordham Egyetemen, majd 1974-ben a New York-i The New School Graduate Faculty-n nemzetközi kapcsolatok szakon.
1964-ben kinevezték a SWAPO ENSZ-képviselőjévé az amerikai kontinensen, mely pozíciót 1971-ig töltötte be. Sokat utazott, bejárta az Egyesült Államokat, beszédeket mondott. Ő és kollégái nem mindig jártak sikerrel, de végül az Egyesült Nemzetek Szervezete elismerte a SWAPO-t Namíbia népének egyetlen hiteles képviselőjének. A namíbiaiak küzdelme a nemzetközi fórumokon és az 1966-ban megkezdett fegyveres harcuk végül Namíbia 1990-es függetlenségéhez vezetett.
1972-ben Geingobot politikai ügyekért felelős titkárnak nevezték ki az ENSZ-ben, ezt a pozíciót 1975-ig töltötte be, amikor is kinevezték az ENSZ Namíbiai Intézetének igazgatójává. Ő volt a felelős az intézet elindításáért, amelynek elsődleges feladata olyan káderek képzése volt, akik átvehetik Namíbia vezetését a függetlenségi háború után. Az intézet másik fontos eleme volt az ágazati kutatások elvégzése, a független Namíbia kormányának politikai struktúrájának kidolgozása. Elismertsége az évek során a szervezeten belül folyamatosan nőtt, és kapcsolatokat is létre tudott hozni különböző európai felsőoktatási intézményekkel, köztük a Warwicki Egyetemmel, a Kelet-Angliai Egyetemmel és a Sussexi Egyetemmel. Ezek és más intézmények különböző oklevelekkel elismerték Geigob munkáját.
Geingob 1989-ig volt az Egyesült Nemzetek Namíbiai Intézetének igazgatója, ugyanakkor továbbra is tagja volt a SWAPO Központi Bizottságának és Politikai Hivatalának.
1989-ben a SWAPO Politikai Hivatala megválasztotta a SWAPO namíbiai választási kampányfőnökének. E megbízatás teljesítésére 1989. június 18-án, 27 évnyi távollét után, számos kollégájával visszatért Namíbiába. A SWAPO választási igazgatójaként Geingob igazgatóságának többi tagjával együtt SWAPO választási központokat hozott létre országszerte, és egy olyan választási kampány élére állt, amely a SWAPO-t Namíbiában hatalomra juttatta.
1989. november 21-én, a választásokat követően az Alkotmányhozó Nemzetgyűlés elnökévé választották, amely a namíbiai alkotmány megfogalmazásáért volt felelős. Geingob elnöklete alatt az Alkotmányozó Nemzetgyűlés 1990. február 9-én egyhangúlag elfogadta az új namíbiai alkotmányt.
1990. március 21-én Geingob a Namíbiai Köztársaság első miniszterelnökének választották, 1995. március 21-én pedig (az újraválasztását követően) a második ciklusra tette le a hivatali esküt, ebben a beosztásban 12 évig szolgált. Geingob miniszterelnökként modern vezetési megközelítéseket mutatott be a kormányban; a természetvédelem és a turizmus mellett is elkötelezett volt, így az 1990-es évek elején megnyitotta az Ongava Lodge-ot az Etosha Nemzeti Parktól délre.

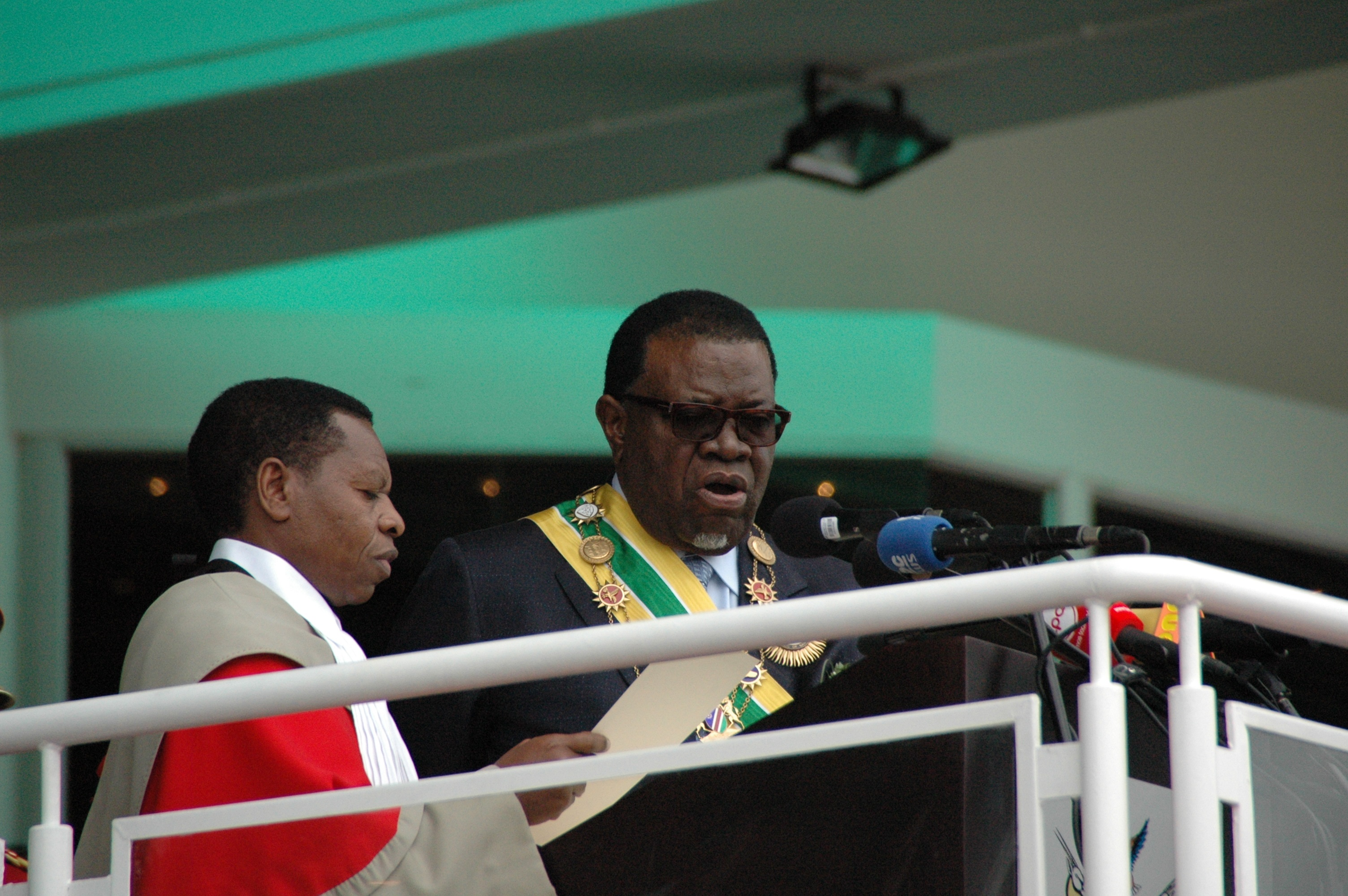
Elnöki beiktatásán 2015-ben

A 2002. augusztus 27-i kabinet átalakítás során Geingob miniszterelnök helyére Theo-Ben Gurirab lépett, és Geingobot regionális, önkormányzati és lakásügyi miniszterré nevezte ki, de ő nem volt hajlandó elfogadni ezt az alacsonyabb pozíciót. A párt 2002. augusztusi kongresszusán a SWAPO Központi Bizottságának megválasztásán 368 szavazattal a kilencedik helyezést érte el, de a második szavazáson, szeptember 15-én nem sikerült újraválasztania a SWAPO Politikai Bizottságának; a 83 tagú Központi Bizottságtól 33 szavazatot kapott, míg a legalacsonyabb pontszámot elért sikeres jelölt 35-öt kapott.
A SWAPO 2012-es pártkongresszusán Geingobot újraválasztották a SWAPO alelnökévé. Ezt követően Namíbia elnöke miniszterelnöki pozíciót ajánlott Geingobnak, amit ő el is fogadott
2015-ben Hifikepunye Pohamba utódja lett Namíbia elnöki posztján. 2019-ben újraválasztották. 2024-ben, 82 éves korában hivatalában meghalt.

## Magánélete
1967-ben Geingob feleségül vette Priscilla Charlene Cash-t, egy New York-i születésű nőt. A párnak született egy lánya, Nangula Geingos-Dukes. Geingob később feleségül vette Loini Kandume üzletasszonyt, házasságukból két gyereke született: egy lány és egy fiú. Geingob 2006 májusában indított válópert Kandume ellen, és 2008 júliusában ideiglenes válási végzést kapott. 
Geingob 2015. február 14-én vette feleségül Monica Kalondot, akitől nem született gyerekük. 

## Fordítás
- Ez a szócikk részben vagy egészben  a   Hage Geingob című angol Wikipédia-szócikk ezen változatának fordításán alapul.  Az eredeti cikk szerkesztőit annak laptörténete sorolja fel. Ez a jelzés csupán a megfogalmazás eredetét és a szerzői jogokat jelzi, nem szolgál a cikkben szereplő információk forrásmegjelöléseként.